# Battert
Der Battert ist ein 568,6 m ü. NHN hoher Berg am Westrand des Nordschwarzwalds nördlich von Baden-Baden. An seinem westlichen Abhang befindet sich die Ruine Schloss Hohenbaden (Altes Schloss). An der Südseite sind die Battertfelsen, die als Klettergebiet genutzt werden. Die Südseite des Battert ist als Naturschutzgebiet mit dem Namen Battertfelsen beim Schloss Hohenbaden ausgewiesen. Auf dem Bergrücken finden sich noch Überreste eines Ringwalls vermutlich keltischer Siedler. Auf der Ostseite liegt der Baden-Badener Höhenstadtteil Ebersteinburg.
Das ganze Jahr über ist der Battert ein Ausflugsziel für Wanderer und Kletterer, die die 15–60 m hohen Battertfelsen klettern. Unter- und oberhalb der Felswand führt ein Wanderweg rund um die Felsen. Die rote Felswand ist weithin sichtbar und gut über die Straße zur Ruine Hohenbaden oder über einen Parkplatz bei Ebersteinburg zu erreichen.

## Geologie
Die Battertfelsen bestehen aus ungefähr horizontal geschichteten Sedimentgesteinen des Oberrotliegend. Diese entstanden vor ca. 299–251 Millionen Jahren. Im Gegensatz zur Umgebung wurden die Steine des Battertfelses entlang einer in Ost-West-Richtung verlaufenden Störungszone vor ca. 35 Millionen Jahren verkieselt. Durch diese Verkieselung wurde das Gestein widerstandsfähiger gegen Erosion und ragt deshalb sowie infolge der Hebung des Schwarzwalds und des Absinkens des Oberrheingrabens als markante Felswand hervor.

## Schutzgebiete

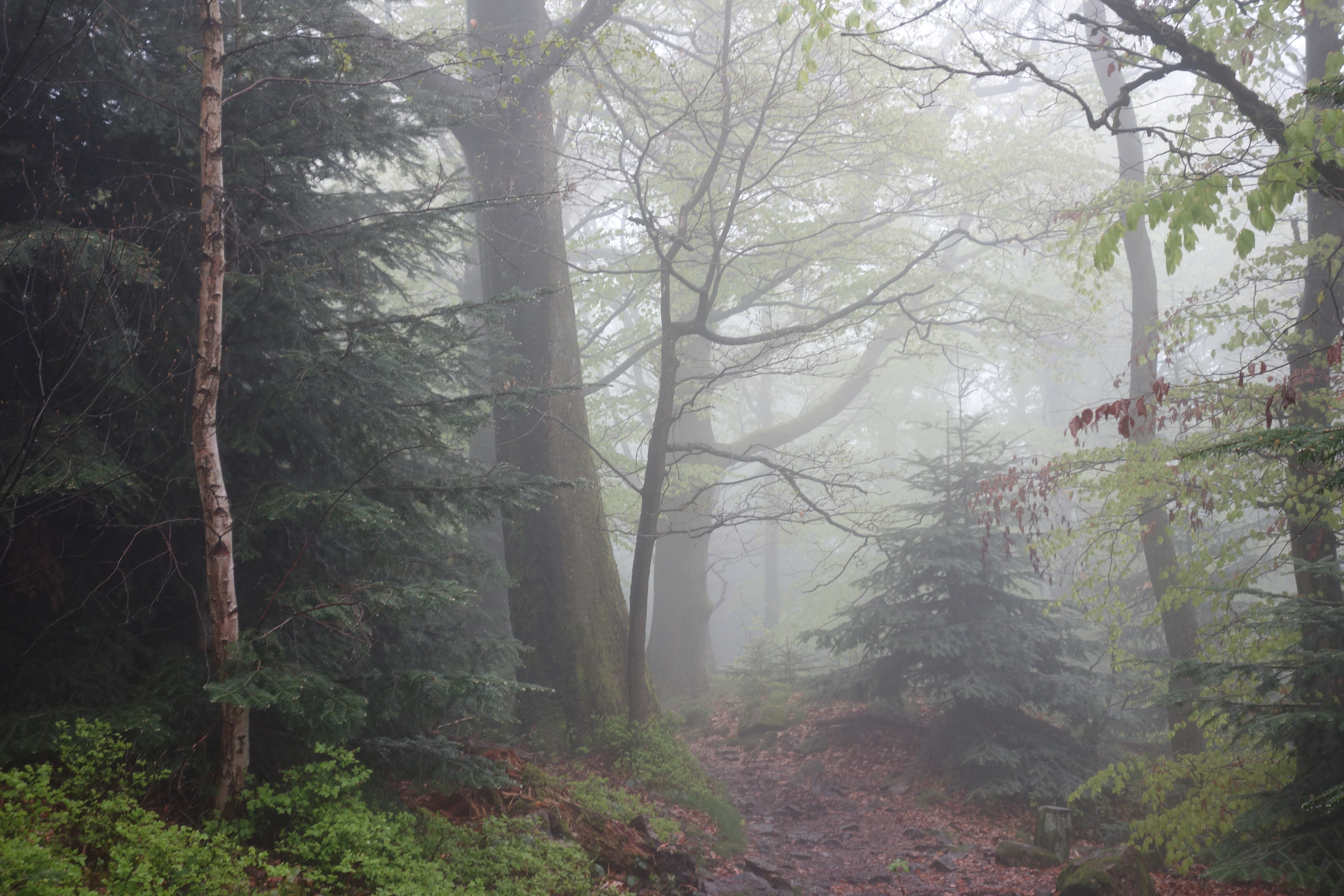
Bannwald am Battertfelsen

Eine 34,9 Hektar große Fläche östlich des Schlosses Hohenbaden um die Battertfelsen auf der Südseite des Berges ist durch Verordnung des Regierungspräsidiums Karlsruhe vom 30. Juni 1981 als Naturschutzgebiet Battertfelsen beim Schloss Hohenbaden ausgewiesen. Die geologisch und erdgeschichtlich bedeutsame Felsengruppe beherbergt seltene Insekten, Reptilien, Kolkraben und Wanderfalken und auch seltene Pflanzenarten, insbesondere im Blockhaldenwald unterhalb der Felswände. Das Gebiet ist Teil des 1.514 Hektar großen FFH-Gebiets Nr. 7215341 Wälder und Wiesen um Baden-Baden, es ist außerdem im 72,8 Hektar großen Waldschutzgebiets Battert als Bannwald ausgewiesen. Das Naturschutzgebiet ist ins Landschaftsschutzgebiet Baden-Baden eingebettet, das weite Teile des Stadtgebiets umfasst. Die Battertfelsen sind außerdem als Geotop geschützt.

## Klettergebiet Battertfelsen
Der Battert gilt als abwechslungsreiches Klettergebiet, das in seiner Vielfalt einzigartig im Nordschwarzwald ist. Seine Bekanntheit als Klettergebiet geht auf Wilhelm Paulcke zurück, der um 1885 die ersten Kletterrouten hier eröffnete. Seither ist eine Vielzahl von leichten bis schweren Routen (II bis IX) begangen worden. Einige der Felsmassive und freistehenden Türme benannten die Kletterpioniere nach Bergen der Dolomiten und des Kaisergebirges.
Am 24. Oktober 1964 stürzte Toni Kinshofer, der als Erster die Diamirflanke des Nanga Parbat und im Winter die Eiger-Nordwand durchstiegen hatte, am Battert ab und erlag kurz darauf seinen Verletzungen.
Die Ortsgruppe Baden-Baden der Bergwacht Schwarzwald unterhält in der Sommersaison eine Rettungsstation auf den Felsen.

### Kletterrouten (Auszug)
- Kuhkamin (III), um 1885
- Marterkamin (IV+ bis V-), um 1885
- Paulckeweg (III), Wilhelm Paulcke um 1890
- Bockgrat (IV+), Erstbegehung, 1905 von Bock allein
- Alter Pforzheimer Weg (IV+), 1925 von Walter Stößer
- Neuer Pforzheimer Weg (VI), von Walter Stößer
- Wespenkante (V), von Walter Stößer, Fritz Kast, vor 1929
- Neue Falkenwand (VII-), Martin Schliessler, ca. 1945
- Kühnkante (VI+), Hermann Kühn und Reinhard Karl, 1969
- Südostverschneidung (VII-), Kurt Jägel und Martin Schliessler, ca. 1960[4]

### Felssperrungen
Ein Teil des Battert, die Badener Wand, wurde vom Regierungspräsidium Karlsruhe im November 2022 ganzjährig für das Klettern gesperrt, die zur Felskante führende Felsenbrücke demontiert. Grund war der nachlassende Bruterfolg der Wanderfalken. Mit der zunächst für fünf Jahre geltenden Sperrung gehen über 50 Touren für das Klettern verloren. Der Deutsche Alpenverein kritisierte die Maßnahme als überzogen.

## Bilder

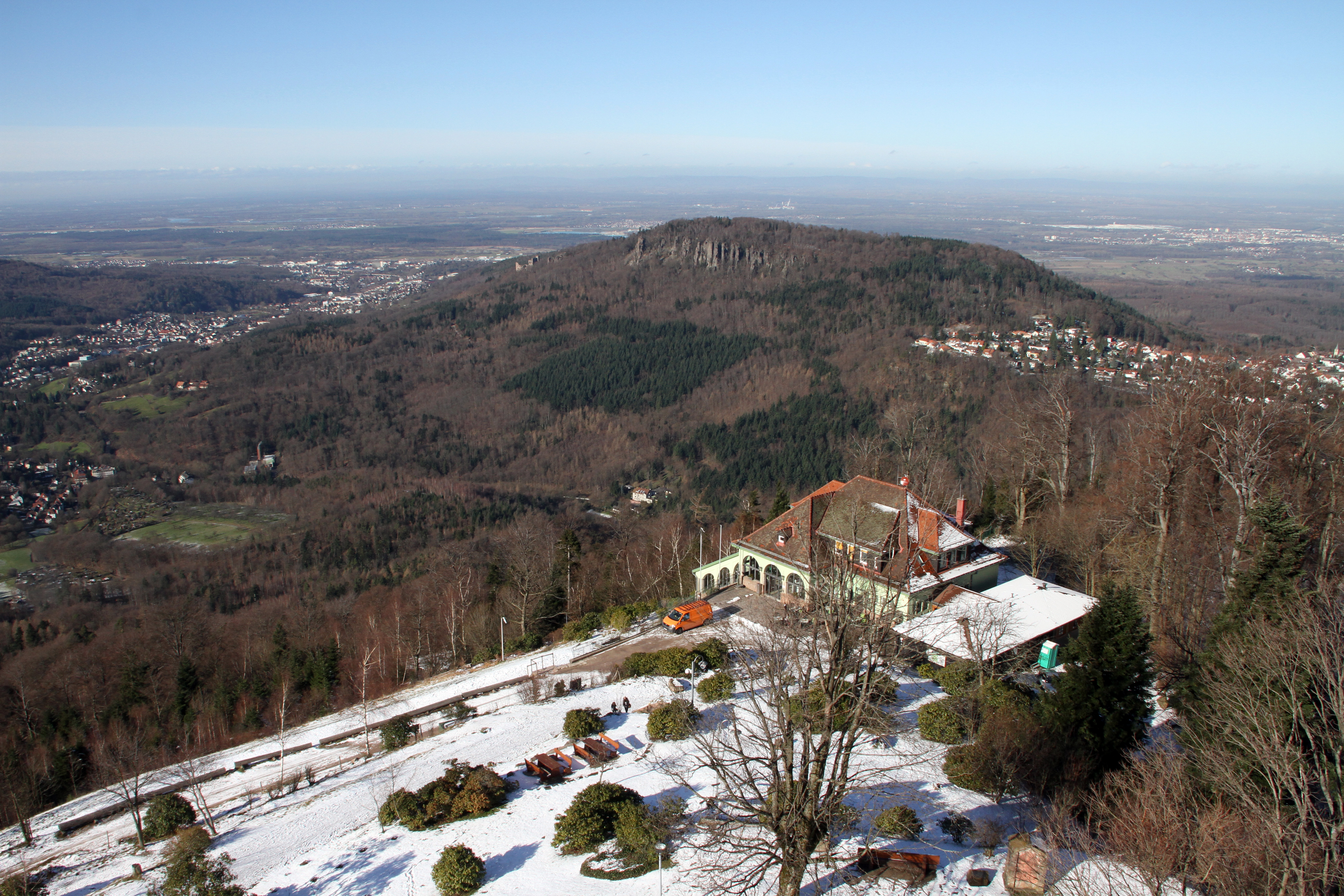
Ansicht vom Merkur
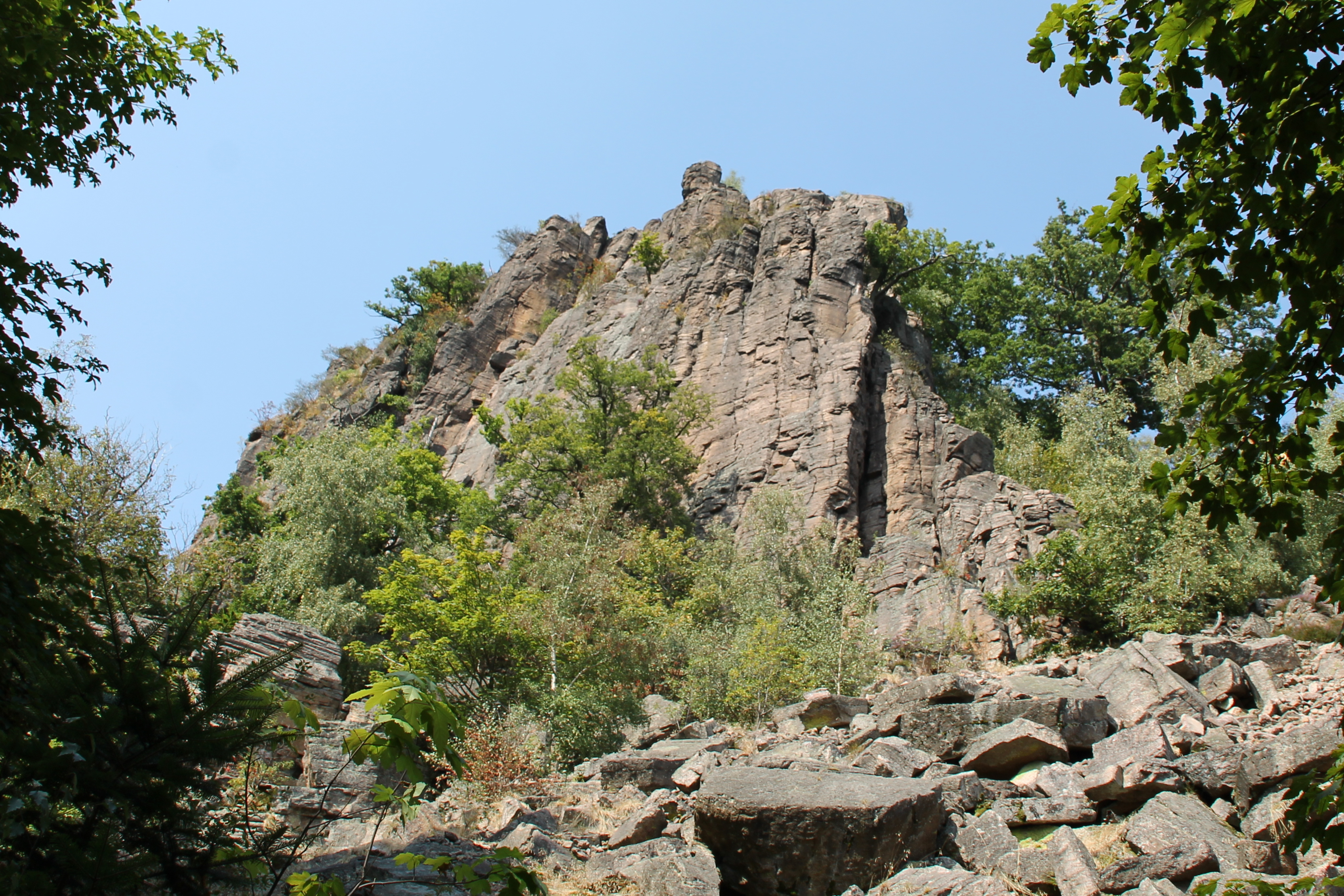
Badener Wand mit Blockhalde vom unteren Felsenweg gesehen
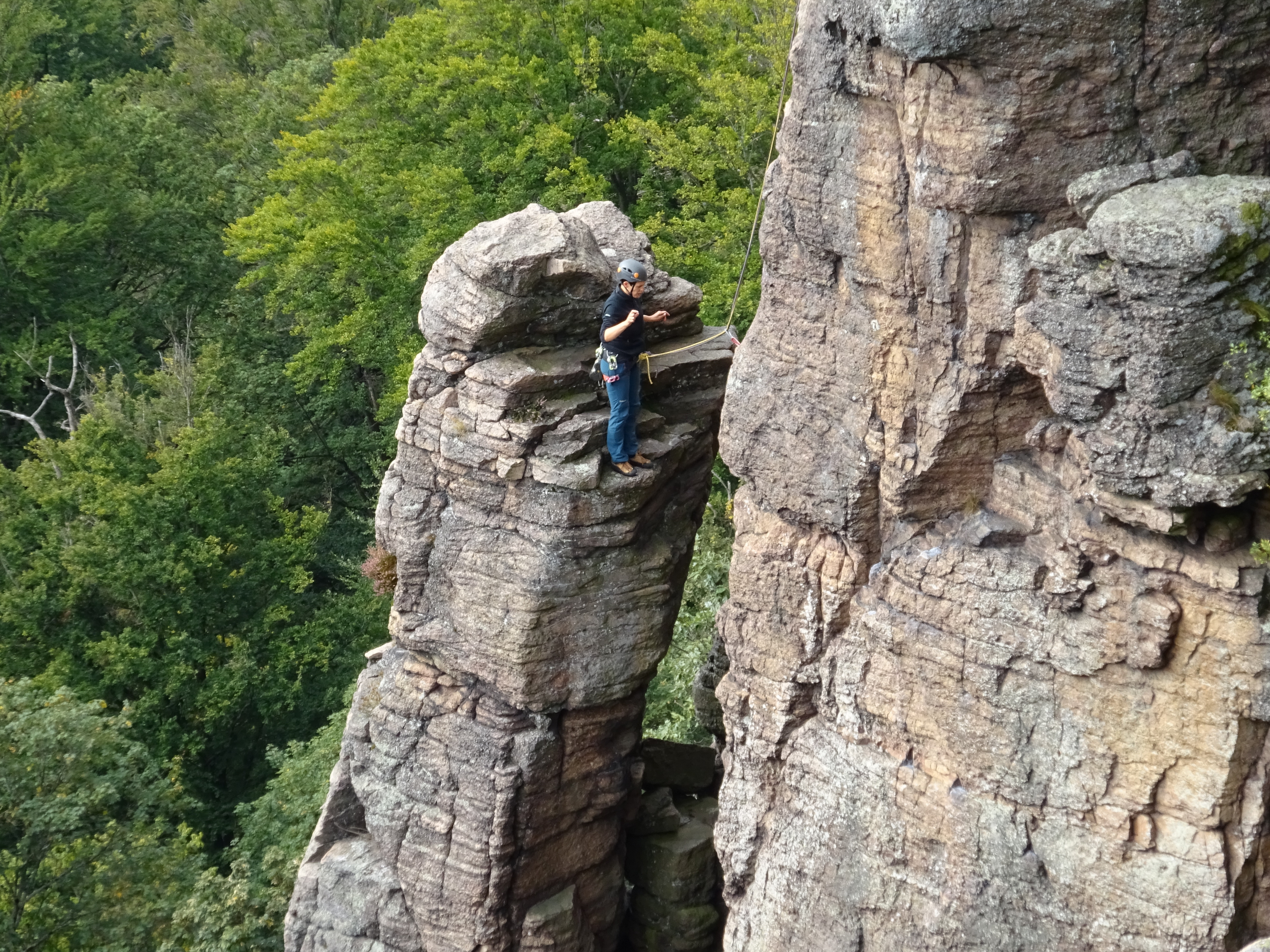
Kletterin am Blockgrat kurz vor dem Schritt zum Fels
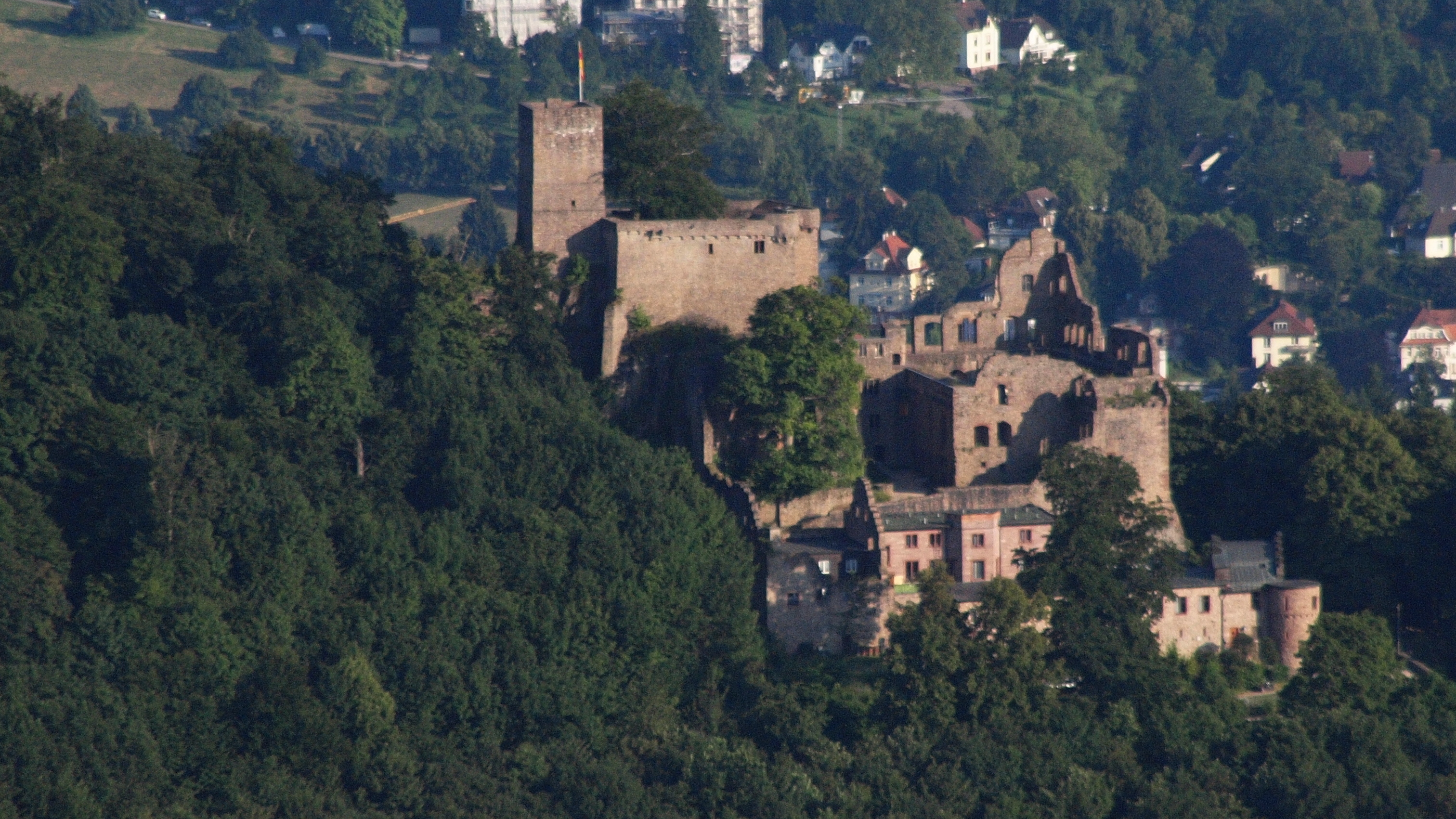
Schlossruine Hohenbaden
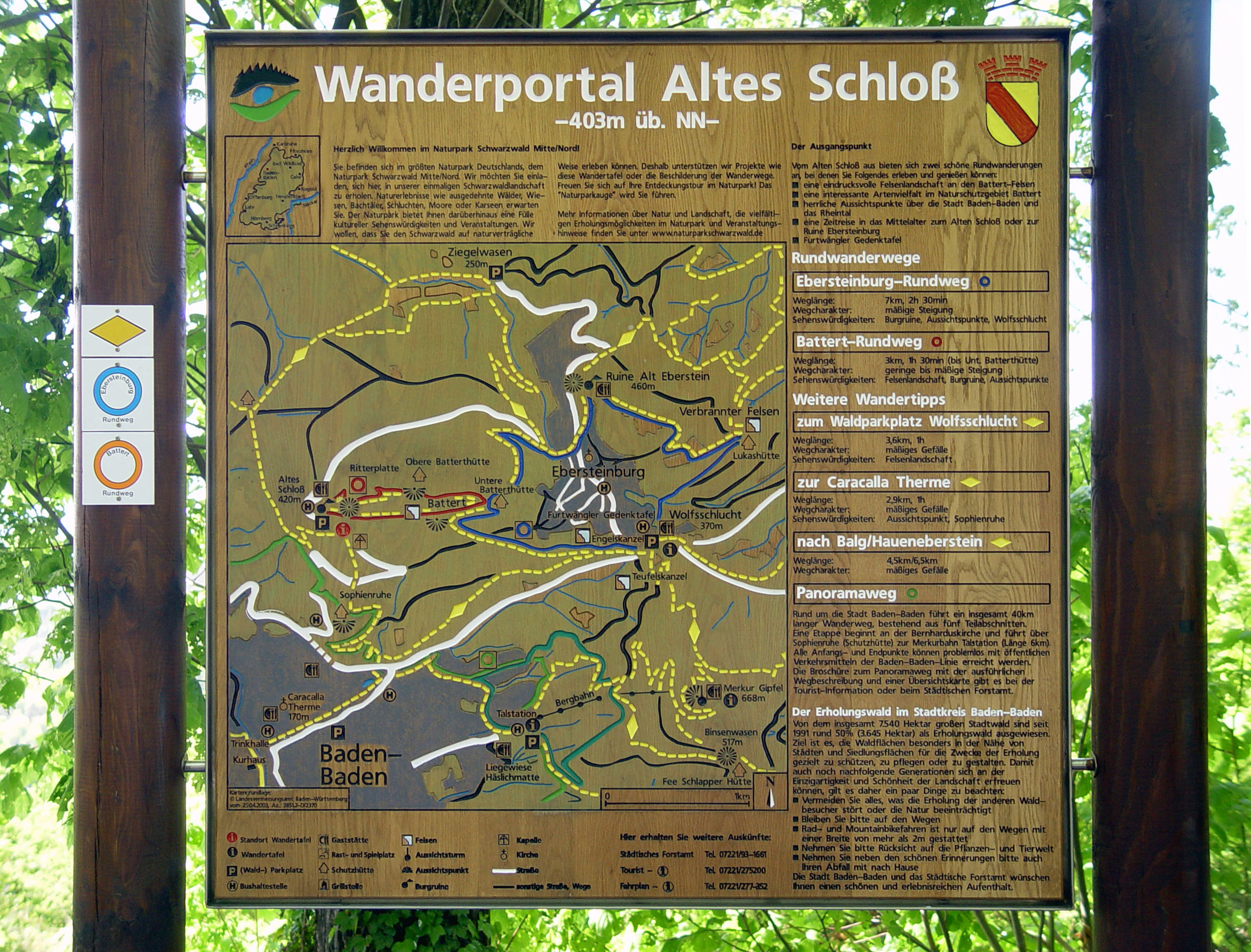
Wanderportal